# Atlas Fredonyer
Atlas Fredonyer (* um 1832 in der Schweiz; † 13. August 1880 in San Francisco, Kalifornien, USA) war ein in der Schweiz geborener Pionier des US-amerikanischen Westens. Nach ihm benannt sind der Fredonyer Pass, den er 1850 entdeckte, und der Fredonyer Mountain westlich von Susanville im Lassen County im Nordosten Kaliforniens.

## Biografie
1847 heiratete Fredonyer als Teenager die gleichaltrige Lucetta Abbott und wurde Vater. Die Ehe hielt nicht lange, und Fredonyer ging nach Kalifornien in die Gegend von Sacramento und Stockton.
Im Jahr 1850 reiste er entlang des Humboldt Rivers durch die Black Rock Desert und den High Rock Canyon. Er und seine Begleiter beschlossen, nicht den Lassen Trail zu nehmen, sondern wandten sich stattdessen von High Rock nach Südwesten und entdeckten den heutigen Fredonyer Pass.
Fredonyer lebte im Plumas County, hatte jedoch auch Besitz in Sacramento. 1856 kam es zu einem Gerichtsprozess, da seine Geliebte Eliza Field, die er verlassen wollte, ihn mit einem Messer angegriffen hatte. Field hatte ihm das Geld geliehen, mit dem er das Land hatte kaufen können, auf dem er ein Haus gebaut hatte.
1857 gab es einen weiteren Gerichtsprozess. Fredonyer hatte seine damals neunjährige Tochter Thalia Jane bei sich, doch ihre Mutter, die seit 1850 mit John Krider verheiratet war, forderte nun ihr Kind zurück. Nach einer Zahlung von 100 Dollar gewann Fredonyer den Prozess, zog aber anschließend mit seiner Tochter in das Honey Lake Valley.
Fredonyer war ein in der Gegend bekannter Mann, der einen Doktortitel trug, auch wenn unklar ist, wofür und woher er diesen Titel hatte. Er besaß unter anderem einen Saloon in Susanville, der 1865 abbrannte.
Im Jahr 1862 wurde Fredonyer wegen Inzest mit seiner 15-jährigen Stieftochter Sally zu sechs Jahren Haft in San Quentin verurteilt. Nach einer Petition durch Anhänger wurde er 1863 vom kalifornischen Gouverneur Leland Stanford begnadigt.
Fredonyer zog nach San Francisco, wo er als Schildermaler arbeitete. 1880 bekam er Darmprobleme. Um seine Beschwerden zu lindern, führte er eine 16-Unzen-Flasche Magnesiumcitrat in sein Rektum ein. Dabei brach die Flasche und durchbohrte seine Eingeweide. Es wurde versucht, die Flasche per Operation zu entfernen. Fredonyer schien sich zu erholen, starb jedoch plötzlich am 13. August 1880.